# Stor rotskräling
Stor rotskräling (Phaeocollybia lugubris) är en svampart som först beskrevs av Elias Fries, och fick sitt nu gällande namn av Roger Heim 1931. Enligt Catalogue of Life ingår Stor rotskräling i släktet Phaeocollybia,  och familjen spindlingar, men enligt Dyntaxa är tillhörigheten istället släktet Phaeocollybia,  och familjen buktryfflar. Arten är reproducerande i Sverige. Inga underarter finns listade i Catalogue of Life.